# Ernest Gordon
Ernest Gordon (* 31. Mai 1916 in Greenock, Schottland; † 16. Januar 2002 in Princeton, New Jersey, Vereinigte Staaten) war von 1955 bis 1981 Dekan der presbyterianischen Kirche an der Universität Princeton.

## Leben

### Vor dem Zweiten Weltkrieg
Er studierte zunächst Geschichte und Philosophie an der Universität Glasgow und an der Universität St Andrews. 1936 trat er in die Royal Air Force ein. 1937 überlebte er einen Flugzeugabsturz in der Nähe von London.

### Während des Zweiten Weltkrieges
Im Zweiten Weltkrieg kämpfte Gordon als Offizier der Argyll and Sutherland Highlanders in Südostasien und geriet 1942 mit seiner Einheit in japanische Kriegsgefangenschaft. Japan setzte Kriegsgefangene und asiatische Zwangsarbeiter zum Bau des sogenannten Death Railway, einer Eisenbahnlinie zwischen Burma und Thailand, ein.
Durch die unmenschlichen Lebens- und Arbeitsbedingungen erkrankte Ernest Gordon unter anderem an Diphtherie, Malaria, Typhus und Ruhr. Viele seiner Kameraden starben.
Erst 1945 konnten alliierte Truppen die japanischen Truppen besiegen und die Kriegsgefangenen kamen frei. Es dauerte Monate, bis sich Gordon wieder erholte.
Seine Erlebnisse schildert er 1962 in seinem Buch Through the Valley of the Kwai, welches 2001 als Grundlage für den Spielfilm To End All Wars – Die wahre Hölle (To End All Wars) diente.

### Nach dem Zweiten Weltkrieg
Nach dem Krieg setzte er seine Studien fort und entschied Pfarrer zu werden. Er erwarb Abschlüsse an der Universität London und dem theologischen Seminar in Hartford, Connecticut.
1950 wurde er durch die Church of Scotland ordiniert und arbeitete die nächsten drei Jahre in der Abtei von Paisley.
1954 wurde er zunächst Kaplan der Kirche der Universität Princeton und zwei Jahre später deren Dekan. Dieses Amt bekleidete er bis 1981.
Nach seiner Pensionierung ging Gordon als Präsident der Organisation Christian Rescue Effort for the Emancipation of Dissidents nach Washington, D.C. In dieser Funktion half er hunderten von Dissidenten aus den Gefängnissen des damaligen Ostblocks zu entkommen.
Außerdem arbeitete er als Gastprofessor an verschiedenen Universitäten zum Beispiel St Andrews, Moskau, Tokio. Später ging er zurück nach Princeton.